# Feltaláló
Feltaláló az a természetes személy, aki egy találmányt megalkotott.

## Feltalálói tevékenység
- Csak az tekinthető feltalálónak vagy feltalálótársnak, aki a találmány létrehozása során alkotó tevékenységet fejtett ki.
- A feltalálói tevékenységhez tartozik a találmányi megoldás lényegét kitevő alapgondolat felismerésén és megfogalmazásán túl a megoldás kidolgozása is.

## Megdönthető vélelem
- Az SZTNH egy benyújtott szabadalmi bejelentés feltalálójának személyét nem vizsgálja, hanem megdönthető vélelmet állít fel: feltalálónak azt a személyt tekinti, aki az elismert bejelentési napon benyújtott bejelentésben feltalálóként fel van tüntetve.[1]
- Ha egyetlen bejelentésben több feltaláló van megnevezve anélkül, hogy a közöttük levő szerzőségi részarányokat feltüntetnék, akkor a szerzőségi hányadokat (arányt) egyenlőnek kell tekinteni.[1]
- A szerzőségre vonatkozó említett vélelmek bármelyikének megdöntése csak jogerős bírósági ítélet alapján történhet, azaz az ilyen változásokat az SZTNH csak beterjesztett jogerős bírósági ítélet birtokában veszi tudomásul.[2]